# Tuba Shahimoskee
De Tuba Shahimoskee (Azerbeidzjaans: Tuba-Sahi məscidi) bevindt zich in Mardakan, een dorp in de buurt van Bakoe. Het is een architectonisch monument van Azerbeidzjan. De constructie van de moskee is kenmerkend voor de architectuur van de noordelijke regio's van Azerbeidzjan. De moskee werd gebouwd in de 15e eeuw en is vernoemd naar de vrouw die opdracht gaf tot de bouw.
Een in de moskee ingekerfde inscriptie bevestigt de bouwdatum van de moskee (1481-1482). Er bevindt zich nog een inscriptie in de moskee, op de wenteltrap nabij de ingang, die leidt naar het dak. Dit opschrift heeft betrekking op een oudere moskee van het dorp en geeft de bouwdatum - Muharram van het 774e jaar van de Hijri (1372) en toont de namen van de personen Sadr Haji Bahaaddin en zijn zoon Mahmud Abayil.
In de buurt van deze moskee bevindt zich de Burcht van Mardakan